# Jason Miller (aktor)
Jason Miller, właśc. John Anthony Miller Jr. (ur. 22 kwietnia 1939 w Nowym Jorku, zm. 13 maja 2001 w Scranton) – amerykański dramaturg, aktor, reżyser i scenarzysta. Laureat Nagrody Pulitzera 1973 w dziedzinie dramatu i Tony Award za sztukę Sezon mistrzów. Nominowany w 1974 do Oscara dla najlepszego aktora drugoplanowego za rolę księdza Damiena Karrasa w horrorze Egzorcysta (1973). 

## Życiorys

### Wczesne lata
Urodził się Long Island, w  południowo–wschodniej części stanu Nowy Jork jako syn Mary Claire (z domu Collins), nauczycielki i Johna Anthony’ego Millera Seniora, elektryka. Jego przodkowie byli głównie irlandzkimi katolikami, z korzeniami niemieckimi.
W 1941 wraz z rodziną przeniósł się do Scranton w Pensylwanii, gdzie Miller kształcił się w St. Patrick’s High School i prowadzonym przez jezuitów Uniwersytecie Scranton, gdzie uzyskał dyplom z angielskiego i filozofii. Następnie uczęszczał na Katolicki Uniwersytet Ameryki w Waszyngtonie.

### Kariera
Jako początkujący dramaturg, w 1969 zadebiutował na off-Broadwayu w roli aktorskiej, grając Pipa w produkcji Pequod (1969). W 1970 grał rolę asystenta w przedstawieniu The Happiness Cage z Charlesem Durningiem. Był autorem sztuk Nobody Hears a Broken Drum (1970) i Lou Gehrig Did Not Die of Cancer (1971).
W 1972 odniósł sukces jako autor sztuki Sezon mistrzów (Championship Season) zarówno na Broadwayu, jak i na scenie off-broadwayowskiej, zdobywając w 1972 – Nagrodę Koła Krytyków Dramatycznych i Nagrodę Koła Krytyków Zewnętrznych, Nagrodę Johna Gassnera oraz w 1973 – nagrodę Pulitzera, Tony Award za najlepszą sztukę i Drama Desk Award jako najbardziej obiecujący dramaturg.
Jego debiutancka kreacja kinowa księdza Damiena Karrasa w horrorze Williama Friedkina Egzorcysta (1973) była nominowany do Oscara. W 1982 jako scenarzysta i reżyser przeniósł na ekran swoją sztukę Sezon mistrzów z Bruce’em Dernem i Stacym Keachem w rolach głównych, za którą zdobył nominację do Złotego Niedźwiedzia na Festiwalu Filmowym w Berlinie. Ponadto Miller napisał scenariusze do filmów telewizyjnych, takich jak dramat kryminalny ABC Nagroda (Reward, 1980) z Michaelem Parksem i Odważna matka: Historia Mary Thomas (A Mother’s Courage: The Mary Thomas Story, 1989) z Alfre Woodard. W 1999 Paul Sorvino przeniósł jego sztukę Sezon mistrzów na mały ekran z Vincentem D’Onofrio i Garym Sinise. Jako aktor został obsadzony w roli pisarza F. Scotta Fitzgeralda w telewizyjnym melodramacie biograficznym ABC F. Scott Fitzgerald w Hollywood (1975) z Tuesday Weld i zagrał rolę dramaturga Arthura Millera w telewizyjnym dramacie biograficznym ABC Marilyn: Nieopowiedziana historia (Marilyn: The Untold Story, 1980) z Catherine Hicks jako Marilyn Monroe.

## Życie prywatne
Był trzykrotnie żonaty. 9 March 1963 poślubił Lindę Gleason, córkę aktora Jackiego Gleasona, z którą miał córkę Jennifer Miller oraz dwóch synów – Jasona Patrica (ur. 27 czerwca 1966) i Jordana. W 1973 doszło do rozwodu. W latach 1974–1983 był żonaty z Susan Bernard, z którą miał syna Joshuę Johna (ur. 26 grudnia 1974). W 1982 romansował z Terri Garber. 16 maja 1984 ożenił się z Ruth Josem. Rozwiedli się w 1990. 

### Śmierć
Zmarł nagle 13 maja 2001 w swoim domu w Scranton na zawał serca w wieku 62 lat.

## Wybrana filmografia
- Egzorcysta (1973) jako ks. Damien Karras
- Jego eminencja (1982) jako Don Vito Appolini
- Żołnierzyki (1984) jako sierżant
- Światłość dnia (1987) jako Benjamin Rasnick
- Śmiertelna troska (1987) jako dr Miles Keefer
- Egzorcysta III (1990) jako pacjent X
- Rudy (1993) jako Ara Parseghin
- Wyrok za niewinność (1995) jako Rollins
- Trans (1998) jako doktor
- Paradox Lake (2002)